# Відродження (Покровський район)
Відродження — село Покровської міської громади Покровського району Донецької області, в Україні. У селі мешкає 74 людей.

## Географія
Село розташоване на південь від Покровська (за близько 10 км) на лівому березі річки Солоний (або балка Солоненька), правої притоки р. Солона.
Землі села межують із територією смт Шевченко Покровської міської ради Донецької області.
Неподалік є піщаний кар'єр.

## Транспорт
До села пролягає автошлях місцевого значення С050968 М04 — Новий Труд (4,0 км; у межах села це єдина його вулиця Суворова).
Поруч із селом розташований зупинний пункт 69 км залізничної лінії Рутченкове — Покровськ.

## Населення
За даними перепису 2001 року населення села становило 74 особи, з них 95,95 % зазначили рідною мову українську та 4,05 % — російську.